# 梅根·麥克唐納
梅根·麥克唐納（英語：Megan McDonnell，1998年1月5日—），美國女編劇、導演及製片人，以參與漫威電影宇宙作品而聞名，如影集《汪達幻視》（2021年）和電影《驚奇隊長2》（2023年）。

## 生平
梅根·麥克唐納畢業於哈佛大學，曾加入速食布丁俱樂部。麥克唐納的職業生涯始於2016年短片《遇見可愛》（Meet Cute）的聯合導演和執行製片人。之後在漫威電影宇宙（MCU）旗下的Disney+影集《汪達幻視》（2021年）中寫了兩集劇本而成名。麥克唐納為此與《汪達幻視》編劇們贏得雷·布雷德伯里星云奖最佳戏剧表现。
2020年1月，她開始與MCU電影《驚奇隊長2》（2023年）片方洽談擔任編劇。2022年8月，她加入漫威的Disney+影集《阿嘉莎：混沌女巫》的編劇行列。

## 作品列表

### 電影
| 年份 | 標題                         | 職位 | 職位 | 職位 | 職位 | 附註           |
| 年份 | 標題                         | 導演 | 編劇 | 製片 | 其他 | 附註           |
| ---- | ---------------------------- | ---- | ---- | ---- | ---- | -------------- |
| 2015 | 《感知者》（The Perceivers） | 否   | 否   | 否   | 是   | 短片；製片助理 |
| 2016 | 《遇見可愛》（Meet Cute）    | 是   | 否   | 執行 | 否   | 短片；聯合導演 |
| 2023 | 《驚奇隊長2》                | 否   | 是   | 否   | 否   |                |

### 電視
| 年份 | 標題                         | 職位 | 職位 | 職位 | 職位 | 附註 |
| 年份 | 標題                         | 導演 | 編劇 | 製片 | 其他 | 附註 |
| ---- | ---------------------------- | ---- | ---- | ---- | ---- | ---- |
| 2021 | 《汪達幻視》                 | 否   | 是   | 否   | 否   | 2集  |
| 2024 | 《阿嘉莎：混沌女巫》         | 否   | 是   | 否   | 否   |      |
| TBA  | 《人生複本》                 | 否   | 是   | 否   | 否   | 3集  |
| TBA  | 《尋找幻視》（Vision Quest） | 否   | 是   | 否   | 否   |      |

## 外部連結
- 梅根·麥克唐納在互联网电影资料库（IMDb）上的資料（英文）